# بوابات الشحن
بوابات الشحن البحري (بالإنجليزية: Shipping portal) هي مواقع ويب تسمح للشاحنين وعملائهم ووكلاء الشحن بالوصول إلى شركات شحن بحري متعددة من خلال موقع واحد. توفر البوابات خدمات الحجوزات والتتبع والتوثيق، وتسمح لمستخدميها بالتواصل مع شركات الشحن البحري الخاصة بهم. في كثير من الجوانب، تعتبر بوابة الشحن بالنسبة للصناعة البحرية بمثابة نظم التوزيع العالمي (GDS) بالنسبة لصناعة الطيران .

## التاريخ
ظهرت بوابات الشحن لأول مرة في الفترة ما بين 2000-2001 عندما أطلقت شركة CargoSmart و شركة GT Nexus وشركة INTTRA Inc. مراحلها التجريبية لبوابات الشحن التي قدمتها للعامة. 

## أعضاء البوابة
تتألف العضوية عبر بوابات الشحن الرئيسية الثلاثة من 30 شركة شحن يحري بأحجام أساطيل مختلفة، ولكن غالبية الشركات هي من بين أكبر الشركات في العالم، ويمكن معرفة سعة أساطيل تلك الشركات في شحن حاويات بحجم عشرين قدمTEU في القائمة التالية.
علامة الصح تعني أن الموقع يدعم شركة الشحن وهي مسجلة لديه.
| الناقل                                                | سعة الأسطول لحاويات TEU | CargoSmart | GT Nexus | INTTRA Inc. |
| ----------------------------------------------------- | ----------------------- | ---------- | -------- | ----------- |
| ميرسك سيلاند / Safmarine / MCC Transport Singapore    | 2,005,000               | ☑          | ☑        | ☑           |
| شركة البحر المتوسط للشحن البحري                       | 1,521,000               | ☑          | ☑        | ☑           |
| سي إم ايه - سي جي أم / Australian National Line (ANL) | 976,000                 | ☑          | ☑        | ☑           |
| China Ocean Shipping Company (COSCO)                  | 497,000                 | ☑          | ☑        | ☑           |
| هاباج لويد                                            | 488,000                 | ☑          | ☑        | ☑           |
| أيه بي أل (APL)                                       | 470,000                 |            | ☑        | ☑           |
| خطوط حاويات الشحن الصينية المحدودة                    | 455,000                 | ☑          | ☑        | ☑           |
| نيبون يوشن كايشا (NYK)                                | 420,000                 | ☑          | ☑        | ☑           |
| هانجين / Senator Line                                 | 382,000                 | ☑          | ☑        | ☑           |
| Mitsui O.S.K. Lines (MOL)                             | 380,000                 | ☑          | ☑        | ☑           |
| أو أو سي أل                                           | 356,000                 | ☑          | ☑        |             |
| هامبورج سود / Aliança                                 | 318,000                 |            | ☑        | ☑           |
| كية لاين                                              | 316,000                 | ☑          | ☑        | ☑           |
| شركة يانغ مينغ للنقل البحري                           | 311,000                 | ☑          | ☑        | ☑           |
| CSAV / Libra                                          | 299,000                 |            | ☑        | ☑           |
| خطوط زيم                                              | 277,000                 | ☑          | ☑        | ☑           |
| هيونداي للتجارة البحرية                               | 265,000                 | ☑          | ☑        | ☑           |
| هاباج لويد- United Arab Shipping Company (UASC)       | 150,000                 |            | ☑        | ☑           |
| خطوط وان هاي                                          | 123,000                 | ☑          | ☑        | ☑           |
| Emirates Shipping Line                                | 25,000                  |            |          | ☑           |
| Crowley Maritime                                      | 19,000                  |            | ☑        |             |
| Deutsche Afrika-Linien (DAL)                          | 11,000                  |            |          | ☑           |

## محركات البحث في جداول الإبحار
لا يمكن لأي بوابات الوصول إلى جميع شركات خطوط الشحن البحري . مع وجود حوالي 250 سفينة شحن حاويات في جميع أنحاء العالم، تم استبعاد العديد من شركات الشحن البحري. ظهرت محركات البحث الخاصة بجدول الإبحار للسماح للمستخدمين بالعثور على الخدمة المناسبة لهم. 